# Osman III
Osman III, hay Othman III (1699 – 1757) là vị Hoàng đế thứ 25 của nhà Osman đã trị vì Đế quốc Ottoman từ năm 1754 đến 1757.
Osman ra đời ngày 2 tháng 1 năm 1699. Là con trai của sultan Mustafa II (1695-1703) và Shehvuvar Sultana. Osman III lên kế vị vào năm 1754 sau khi vua anh Mahmud I mất rồi trị vì tới ngày 30 tháng 10 năm 1757 thì mất ở tuổi 58. Trước khi lên ngôi, Osman III sống một cuộc sống như một phạm nhân trong cung điện. Osman là một hoàng đế khoan dung và nhân từ. Khác với nhiều vị hoàng đế Ottoman khác, Osman III rất là ghét âm nhạc.
Sau khi qua đời, sultan Osman III được chôn cất tại lăng mộ sultan Mahmoud.